# Paul Brandt (Bürgermeister)
Paul Brandt (* um 1753; † nach 1791) war ein preußischer Jurist und Bürgermeister von Köslin.
Er studierte die Rechte an der Universität Frankfurt (Oder). Um 1774 wurde er Referendar und Sekretär bei der Pommerschen Kriegs- und Domänenkammer in Stettin. 1776 wurde er Bürgermeister („Dirigens des Magistrats“) der Stadt Köslin.
1787 heiratete er zum zweiten Mal. Da er in der mecklenburgischen Heimat seiner Frau bessere Chancen sah, verließ er seine Stelle in Köslin und ging nach Mecklenburg. Aus den Plänen wurde aber nichts. Er erwarb daraufhin das Erbpachtvorwerk Buckow im Beeskow-Storkowschen Kreis in der Kurmark, war 1790 zeitweise im Feld-Kriegskommissariat tätig und bemühte sich 1791 vergeblich um ein Amt in der Akziseverwaltung.